# Kolędy (album Violetty Villas)
Kolędy – album świąteczny Violetty Villas z 1997 roku.

## Spis utworów
1. Wśród nocnej ciszy − 5'36
2. Lulajże, Jezuniu − 6'02
3. Dzisiaj w Betlejem − 5'45
4. Jezus malusieńki − 3'20
5. Pójdźmy wszyscy do stajenki − 3'38
6. Gdy się Chrystus rodzi − 7'58
7. Cicha noc − 2'52
8. Bóg się rodzi − 7'35